# Pinetops
Pinetops és una població dels Estats Units a l'estat de Carolina del Nord. Segons el cens del 2000 tenia 1.419 habitants.

## Demografia
Segons el cens del 2000, Pinetops tenia 1.419 habitants, 557 habitatges i 391 famílies. La densitat de població era de 547,9 habitants per km².
Dels 557 habitatges en un 29,8% hi vivien nens de menys de 18 anys, en un 43,4% hi vivien parelles casades, en un 22,3% dones solteres, i en un 29,8% no eren unitats familiars. En el 27,1% dels habitatges hi vivien persones soles el 14,4% de les quals corresponia a persones de 65 anys o més que vivien soles. El nombre mitjà de persones vivint en cada habitatge era de 2,55 i el nombre mitjà de persones que vivien en cada família era de 3,07.
Per edats la població es repartia de la següent manera: un 25,2% tenia menys de 18 anys, un 7,6% entre 18 i 24, un 25,2% entre 25 i 44, un 26,4% de 45 a 60 i un 15,6% 65 anys o més.
L'edat mediana era de 40 anys. Per cada 100 dones de 18 o més anys hi havia 75,8 homes.
La renda mediana per habitatge era de 29.716 $ i la renda mediana per família de 36.544 $. Els homes tenien una renda mediana de 29.688 $ mentre que les dones 23.224 $. La renda per capita de la població era de 15.763 $. Entorn del 17,6% de les famílies i el 20,8% de la població estaven per davall del llindar de pobresa.

## Poblacions més properes
El següent diagrama mostra les poblacions més properes.